# Teatro del Mercado
El Teatro del Mercado es un teatro de Zaragoza situado en la Plaza Santo Domingo, en el barrio de San Pablo. El teatro se halla en un edificio del año 1928 que fue el antiguo mercado de pescado de Zaragoza, de ahí su nombre.
Fue diseñado por Miguel Ángel Navarro y su construcción es de planta rectangular de forma basilical con un semisótano y con dos alturas. Está construido en ladrillo caravista y zócalo de piedra.
Disponía de una escalinata de acceso en la parte norte y un andén de carga y descarga en la parte sur.
Fue remodelado por el arquitecto Daniel Olano en 1983 para utilizarse como teatro y cuenta con un aforo de 208 localidades y posteriormente ampliado con un edificio al aire libre.
De estilo neorrenacentista, está inspirado en los palacios aragoneses construidos en ladrillo, con galerías de arcos de medio punto y aleros muy resaltados tallados en madera, cuyo modelo común es la Lonja de Zaragoza.
En su entorno se encuentran la fuente y las estatuas de las musas realizadas por Francisco Rallo Lahoz.

## Galería
|  |
|  |

|  |
|  |

|  |
|  |

|  |
|  |

|  |
|  |

|  |
|  |

|  |
|  |

|                                             |
| Musas realizadas por Francisco Rallo Lahoz. |

|                                           |
| Musa realizada por Francisco Rallo Lahoz. |

|                                           |
| Musa realizada por Francisco Rallo Lahoz. |

|                                      |
| Fuente de las musas junto al Teatro. |

|                                      |
| Fuente de las musas junto al Teatro. |